# Essential Video Coding
MPEG-5 Essential Video Coding (EVC), neboli ISO/IEC 23094-1 je aktuální standard formátu kódování videa, který byl dokončen rozhodnutím pracovní skupiny 11 MPEG na její 130. schůzi v dubnu 2020.
Standard sestává ze základní podmnožiny nezatížené licenčními poplatky a jednotlivě vybíraných vylepšení, která podléhají licenčním poplatkům.

## Koncept
Protože některé algoritmy jsou licencované, byl navržen postup pro obranu proti patentovým hrozbám, který je popsán ve veřejně dostupném dokumentu s požadavy. Dokument definuje dvě sady kódovacích nástrojů, sadu základní (anglicky base) a vylepšenou (anglicky enhanced):
- K základním nástrojům patří ty, které byly zveřejněny před více než 20 lety nebo pro které byla přijata deklarace typu 1, což v terminologii používané v ISO dokumentech znamená „bez licenčních poplatků“ (royalty-free).[6]
- „vylepšená“ sada sestává z 21[7] dalších nástrojů, které zvyšují účinnost komprese, a použití každého z nich lze jednotlivě zakázat.

Použití každého z těchto 21 placených nástrojů může být upraveno zvláštními licenčními smlouvami, které se sjednávají a obchodují samostatně. Každý z těchto nástrojů lze individuálně vypnout nebo v případě potřeby nahradit odpovídajícím bezplatným nástrojem základního (anglicky baseline) profilu. Tato struktura by měla usnadnit návrat k menší sadě nástrojů, pokud by se s některým nástrojem objevily licenční problémy, bez narušení kompatibility s již nasazenými dekodéry.
Základ EVC tvoří návrh firem Samsung, Huawei a Qualcomm.
Společnost Samsung předpokládá, že základní profil dosáhne 40% úsporu datového toku v porovnání s H.264/AVC, neboli že základní profil je z hlediska kompresních schopností srovnatelný s možnostmi H.265/HEVC. V testu z konce roku 2021 činila úspora datového toku ve srovnání s x264 30,2 %. U hlavního profilu se předpokládá úspora 40 %, ovšem ve srovnání s H.265/HEVC. Ve výše zmíněném testu byla tato hodnota potvrzena na 41,56 %, což znamená, že hlavní profil se z hlediska kompresních možností velmi blíží konkurenčnímu standardu Versatile Video Coding, který je také zatížen licenčními poplatky. Je však pouze o 3,4 % lepší než bezlicenční kodek známý v testu jako libaom-AV1. Je také výrazně rychlejší při kódování a dekódování.

## Implementace
- REVC Encoder/Decoder napsaný v programovacím jazyce Rust.[11]
- XEVE (eXtra-fast EVC coder)[12] je podle vlastního popisu rychlý EVC kodér s otevřeným zdrojovým kódem. Je napsán v jazyce C99 a podporuje základní i hlavní profily EVC. Jeho licence je upravená BSD licence se 3 klauzulemi.

## MPAI-EVC standard
MPAI usiluje o výrazné zvýšení výkonnosti EVC zlepšením nebo nahrazením tradičních nástrojů nástroji založenými na umělé inteligenci s cílem dosáhnout alespoň 25% zlepšení oproti základnímu profilu EVC.